# Mecocerculus
A Mecocerculus a madarak (Aves) osztályának verébalakúak (Passeriformes) rendjébe és a királygébicsfélék (Tyrannidae) családjába tartozó nem. A nembe tartozó fajok besorolása vitatott, egyes szakértők a Xanthomyias nembe helyezik a fajok nagy részét.

## Rendszerezésük
A nemet Philip Lutley Sclater angol ügyvéd és zoológus írta le 1868-ban, az alábbi 1 vagy 6 faj tartozik ide:
- Mecocerculus leucophrys
- Mecocerculus poecilocercus[1] vagy Xanthomyias poecilocercus[2]
- Mecocerculus hellmayri[1] vagy Xanthomyias hellmayri[2]
- Mecocerculus stictopterus[1] vagy Xanthomyias stictopterus[2]
- Mecocerculus calopterus[1] vagy Xanthomyias calopterus[2]
- Mecocerculus minor[1] vagy Xanthomyias minor[2]

## Előfordulásuk
Dél-Amerikában, főleg az Andokban honosak. Természetes élőhelyeik a szubtrópusi és trópusi erdők és cserjések. Állandó, nem vonuló fajok.

## Megjelenésük
Testhosszuk 11-14 centiméter körüli.